# Plantago
El plantatge, nom científic Plantago, és un gènere de plantes amb flor de l'ordre de les lamials (Lamiales).
Els noms genèrics en català són: 
- herba pucera
- plantatge
- saragatona

Tot i ser molt variable segons les espècies, el gènere té alguns trets comuns. La inflorescència és en espiga, amb bràctees amb un nervi central verd amb voravius escariosos. Les flors a l'extrem de tiges de 5-40 cm tenen forma de corol·la, amb calze amb 4 sèpals soldats a la base, escariosos, amb nervi central verd; i corol·la amb 4 pètals formant un tub escariós. Té quatre estams amb filaments llargs en plena floració, amb anteres d’un groc blanquinós, amb el connectiu prolongat per una punxeta. Ovari bilocular. Fruit en càpsula (pixidi) s’obrint transversalment, ovoide, amb llavors naviculades de color marró més o menys clar o vermellós, brillants. Es polinitzen pel vent.

## Origen del nom
El nom corrent de la planta en llàti clàssic era plantago, (genitiu plantaginis) i va ser triat per Linnaeus per al nom científic. La mateixa paraula va evolucionar normalment per donar la paraula catalana «plantatge» com moltes paraules llatines amb el sufix -(a)go -(a)ginis com per exemple imago → imatge. És un dels sufixos llatíns molt productiu per a formar paraules agrícoles. L'arrel del mot és planta, igual que en català, «planta del peu».

## Usos
Algunes plantatges s'han utilitzat en la medicina popular. Certes espècies, sobretot la saragatona de l'Índia (Plantago ovata) es cultiven per a la producció de la glicoproteïna mucílag amb propietats d'emol·lient i són prometedores, com que es poden conrear en sols pobres o salins. En la indústria alimentaria el mucilag es fa servir com a agent gelificant. A l'horticultura es pot fer servir per la seva capacitat de retenir l'aigua quan es sembra gespa o transplanta arbres.
La saragatona de l'Índia s'utilitza a la medicina ayurvèdica per al tractament de problemes gastrointestinals.

## Taxonomia
És un gènere gran, amb unes 200 espècies. Cal destacar:
- Plantago afra – saragatona, afrontallauradors, herba pucera
- Plantago africana
- Plantago aitchisonii
- Plantago albicans - herbafam, pa eixut
- Plantago alpina - pedrenca alpina
- Plantago amplexicaulis
- Plantago arborescens
- Plantago arenaria - saragatona d'arenal, plantatge arenari, pucera,
- Plantago argentea - plantatge argentí
- Plantago aristata
- Plantago asiatica
- Plantago aucklandica
- Plantago bigelovii
- Plantago canescens
- Plantago coreana
- Plantago cordata
- Plantago coronopus - cervina, banya de cérvol, manetes del Senyor, plantatge estelat, cornicelis
- Plantago crassifolia - pedrenca de fulla carnosa
- Plantago cretica
- Plantago elongata
- Plantago erecta
- Plantago eriopoda
- Plantago erosa
- Plantago fernandezia
- Plantago fischeri
- Plantago gentianoides
- Plantago glabrifolia
- Plantago grayana
- Plantago hawaiiensis
- Plantago hedleyi
- Plantago heterophylla
- Plantago hillebrandii
- Plantago himalaica
- Plantago incisa
- Plantago krajinai
- Plantago lagopus - morro d'ovella
- Plantago lanceolata - plantatge de fulla estreta, cinc-venes, herba de cinc costures
- Plantago lanigera
- Plantago longissima
- Plantago macrocarpa
- Plantago major - plantatge gros, cua de rata
- Plantago maritima - pedrenca marina
- Plantago maxima
- Plantago media - plateret, herba dels ocells, cua de rata
- Plantago melanochrous
- Plantago moorei -
- Plantago musicola
- Plantago nivalis
- Plantago nubicola (syn. Bougueria nubicola)
- Plantago obconica
- Plantago ovata - saragatona de l'Índia
- Plantago pachyphylla
- Plantago palmata
- Plantago patagonica
- Plantago polysperma
- Plantago princeps
- Plantago purshii -
- Plantago pusilla
- Plantago raoulii
- Plantago rapensis
- Plantago remota
- Plantago reniformis
- Plantago robusta
- Plantago rugelii -
- Plantago rupicola
- Plantago schneideri
- Plantago sempervirens (syn. Plantago cynops) - botja gangrenosa, afrontallauradors, apagafocs, matafoc o plantatge de ca
- Plantago sparsiflora
- Plantago spathulata
- Plantago subulata – pedrenca de prat, herba de les set sagnies
- Plantago subnuda
- Plantago tanalensis
- Plantago taqueti
- Plantago tenuiflora - saragatona fina
- Plantago triandra
- Plantago triantha
- Plantago tweedyi

## Galeria

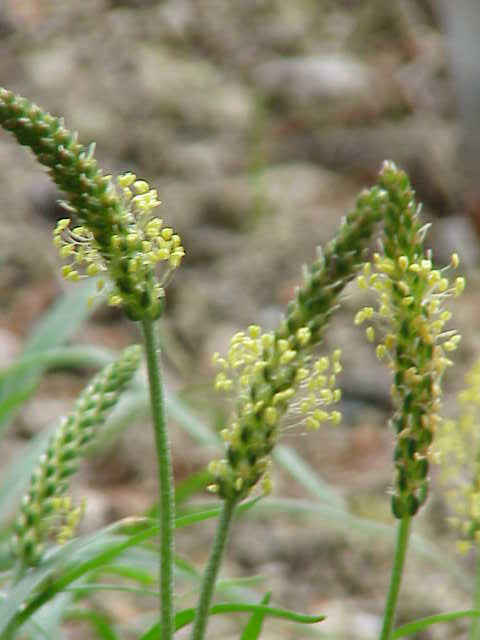
Plantago alpina
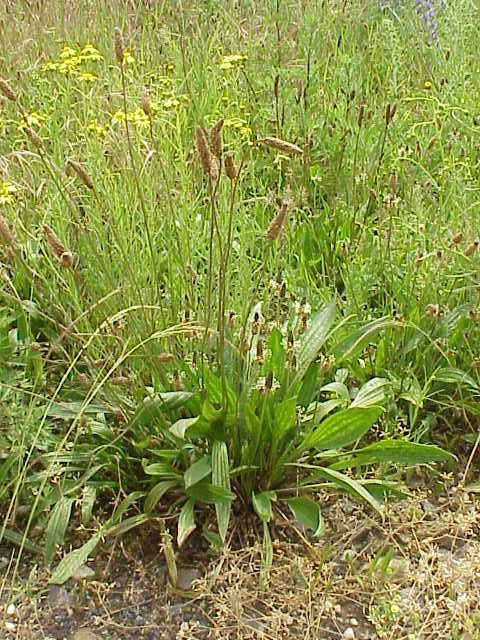
Plantago lanceolata
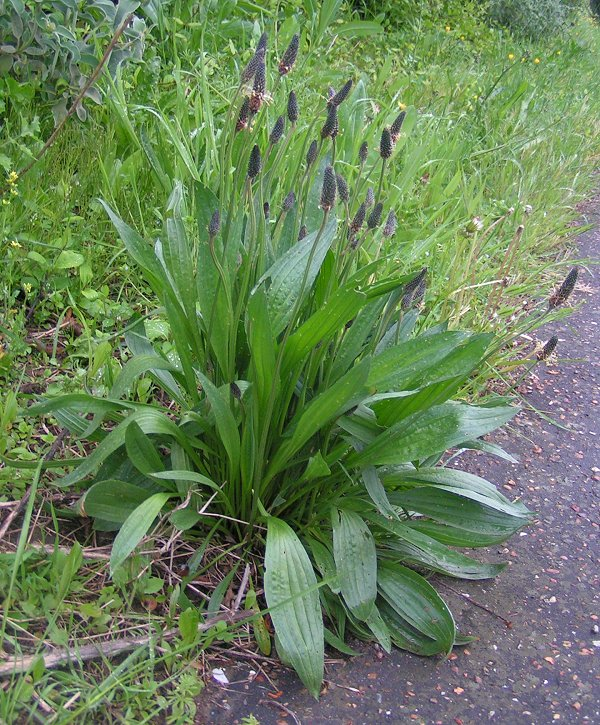
Plantago lanceolata
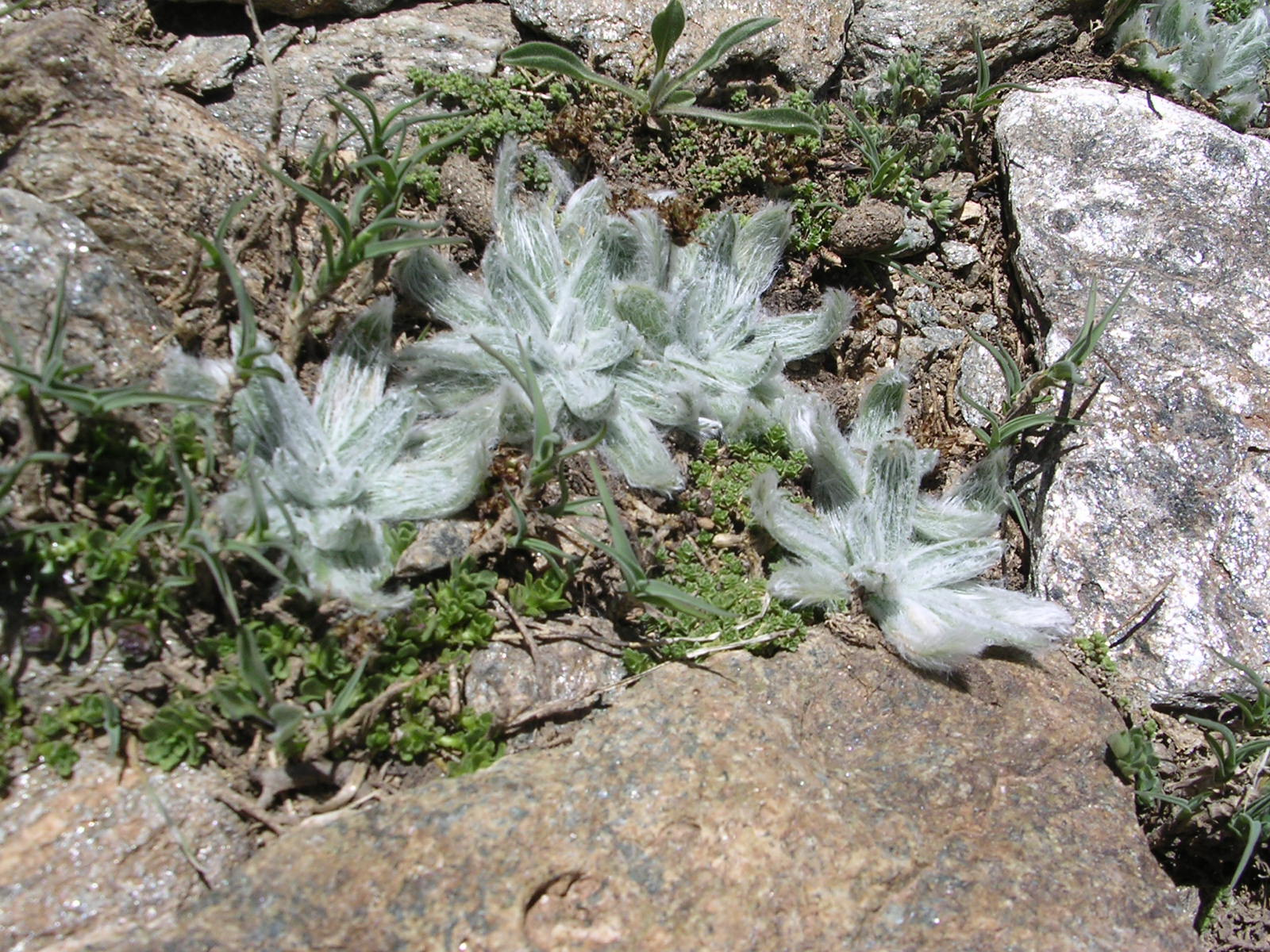
Plantago nivalis
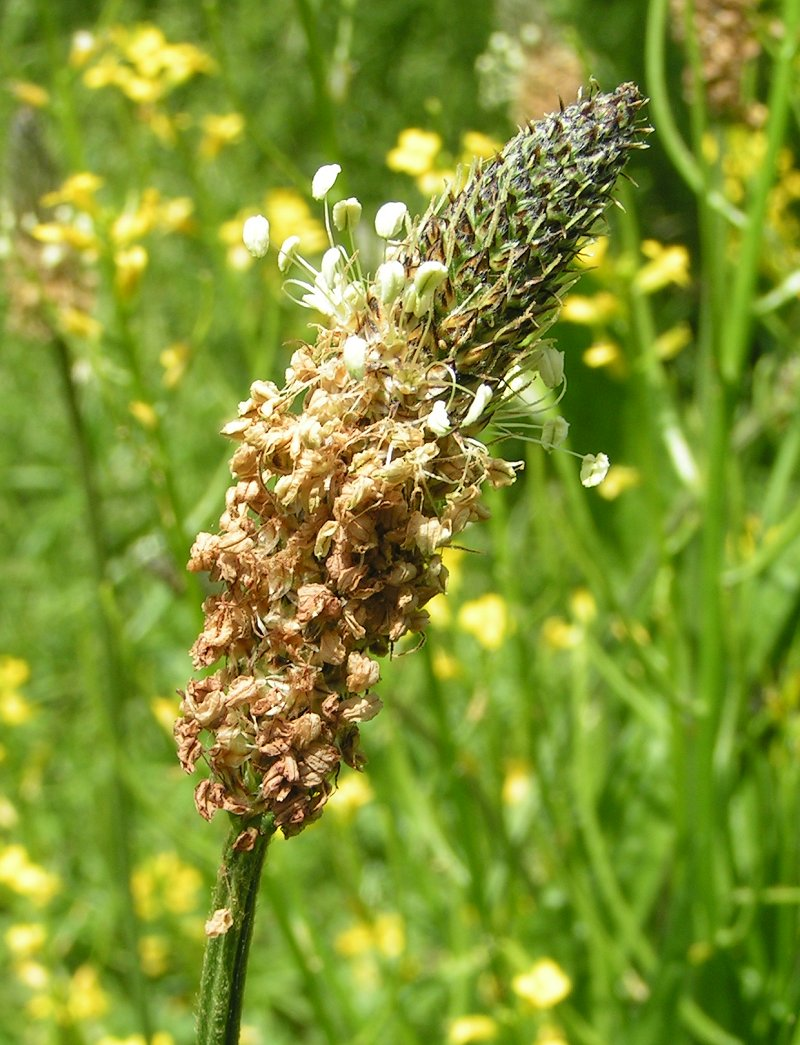
flor de la Plantago lanceolata
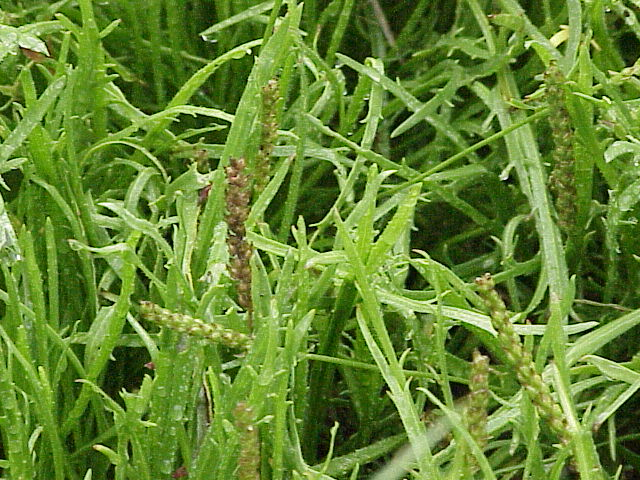
Plantago coronopus
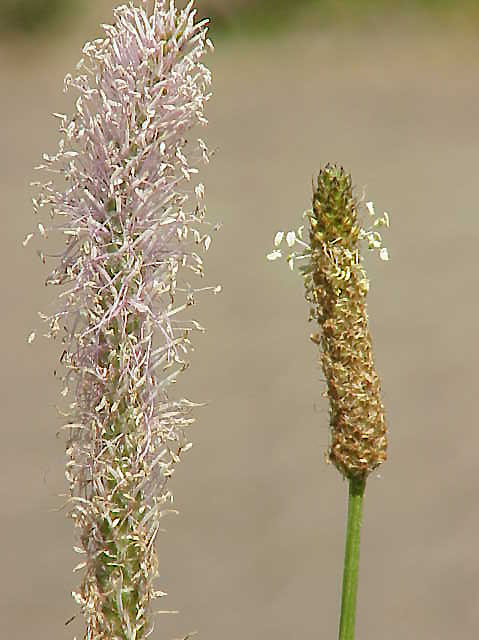
Plantago media stepposa
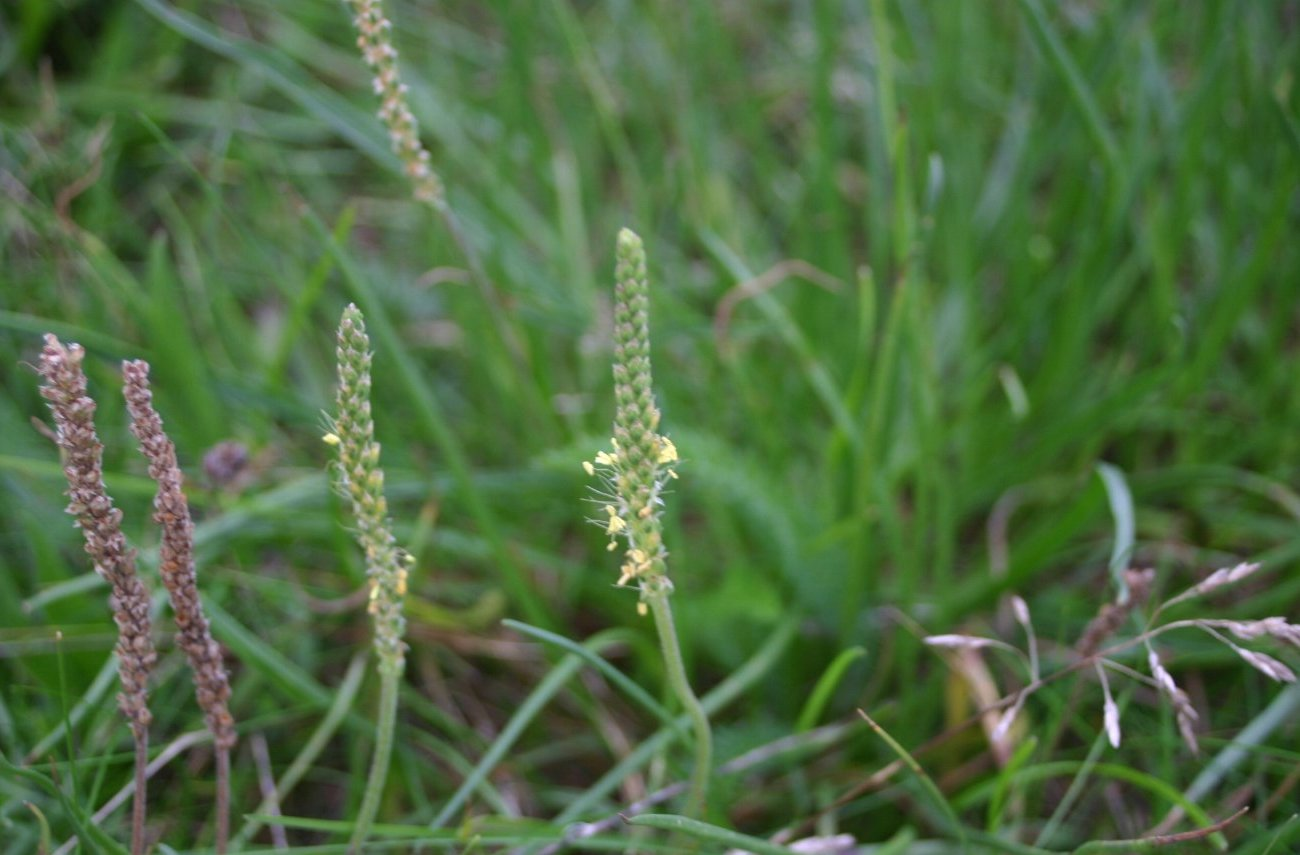
Plantago maritima